# Schloss Thierlstein

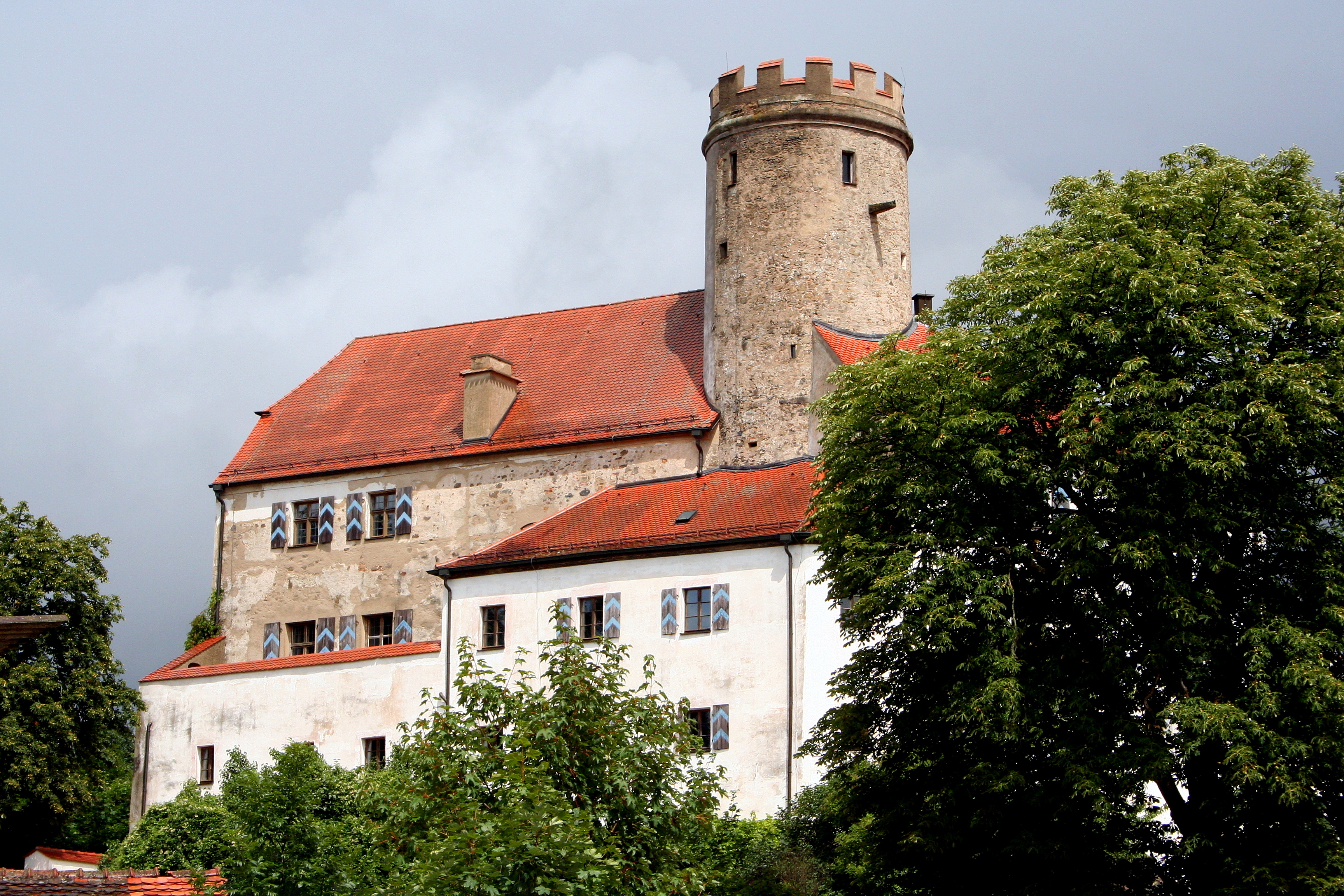
Schloss Thierlstein heute

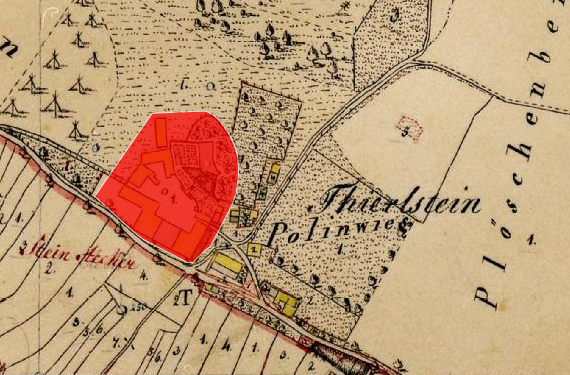
Lageplan von Schloss Thierlstein auf dem Urkataster von Bayern

Das Schloss Thierlstein (auch Burg Lichtenstein genannt) befindet sich im gleichnamigen Ortsteil der Oberpfälzer Stadt Cham im Landkreis Cham von Bayern (Thierlstein 14–18). Die Anlage ist unter der Aktennummer D-3-72-116-125 als denkmalgeschütztes Baudenkmal von Thierlstein verzeichnet. Ebenso wird sie als Bodendenkmal unter der Aktennummer D-3-6741-0057 im Bayernatlas als „archäologische Befunde im Bereich von Schloss Thierlstein, zuvor mittelalterliche Burg“ geführt.

## Geschichte
Das Ministerialengeschlecht der Thierlinger tritt 1125 erstmals auf, vermutlich waren sie Vasallen der Diepoldinger. 1365 wird  miles Stephanus de Türlstein in einer päpstlichen Urkunde genannt. Weitere Besitzer sind ein Ebo 1374 und ein Erasmus 1384. Stefan II. wird 1411 als Pfleger in Cham oder Ulrich II. als Pfleger in Neunburg genannt. 1488 Hans II. beteiligt sich am Löwleraufstand gegen den Herzog Albrecht und muss Thierlstein zur Strafe an seinen Sohn abgeben. Die Burg wird bayerische Hofmark und verliert an Bedeutung.
Thierlstein weist eine gemeinsame Geschichte mit Traubenbach (heute Untertraubenbach von Cham) auf. Ein Mengotus de Trübinbach leistet um 1180 Verzicht gegenüber dem Kloster Reichenbach auf ein Gut seines Bruders Gozpert, das dieser in Trübinbach gestiftet hatte. 1377 ist letztmals ein Andre der Draubnaher festzustellen. Die Thierlinger und die Trübenbacher scheinen miteinander verwandt gewesen zu sein. Das Erbe dürften die Thierlinger angetreten zu haben. 1441 nennt sich Stephan Thierlinger nach Traubenbach. Stefan der Türlinger zum Türlstein wird 1428 erwähnt und somit ist Thierlstein als Stammsitz dieser Familie beglaubigt. In der Landtafel von 1488 sind beide Burgen mit unterschiedlichen Besitzern genannt, allerdings ist nur Thierlstein im Besitz der Thierlinger und Traubenbach im Besitz der Muracher. 1503 sind beide Hofmarken wieder als Besitz der Thierlinger ausgewiesen, obwohl Traubenbach auch weiterhin bei den Murachern ausgewiesen ist. Endgültig bringt Ende des 16. Jahrhunderts eine Tochter des Georg von Murach Traubenbach in die Ehe mit Georg Thierlinger. Seitdem sind beide Hofmarken in Personalunion miteinander verbunden.
Im 16. Jahrhundert werden die Thierlinger protestantisch, der letzte Vertreter Georg Bernhardt Thierlinger stirbt 1620 in der Schlacht am Weißen Berg im Dreißigjährigen Krieg. Von den Gläubigern der Thierlinger erwirbt Jakob Pollinger 1622 die beiden Hofmarken, verkauft sie aber 1625 an den Herrn von Huzlrechter. Dessen Witwe verkaufte Thierlstein 1630 an Wilhelm von Köckh zu Mauerstetten, diese Köckh sind bis 1768 hier ansässig. Im ausgehenden 18. Jahrhundert sind die Freiherrn von Pfetten als Besitzer erwähnt, ihnen folgt 1785 der Graf Max Josef von Taufkirchen. Durch die Heirat der Tochter Maria Josepha, Gräfin von Taufkirchen im Jahr 1811, erwirbt den Besitz Karl Maria Freiherr von Schacky auf Schönfeld. 1820 genehmigt das Innenministerium den Grafen von Taufkirchen hier die Bildung eines Patrimonialgerichts I. Klasse. 1884 verkauft die Witwe des Karl Franz Xaver Freiherrn von Schacky den Besitz, den 1895 Arnold Ritter erwirbt. Das Schloss ist bis 1984 in Händen der Freiherrn von Lichtenstern. Dann erwirbt Siegmund Gottfried Freiherr von Schacky auf Schönfeld das Schloss zurück.
Aus den Wirtschaftsgebäuden der Hofmark entwickelte sich die Schlossbrauerei Thierlstein. Ende des 19. Jahrhunderts fielen diese Gebäude in bürgerliche Hände. 1899 erwarb Josef Sauer, Sohn des Gutsbesitzers Josef Sauer von Hötzing und Großvater des jetzigen Seniorchefs Rudolf Sauer, die wirtschaftlich nutzbaren Teile des Anwesens, nämlich die Gastwirtschaft, die Brauerei, die Wirtschaftsgebäude sowie die landwirtschaftlichen Flächen. Seitdem sind der Wirtschaftshof und die Schlossbrauerei Thierlstein im Besitz der Familie Sauer. Die Gebäude wurden 2006 bis 2008 von der jetzigen Eigentümerin Marie-Theres Fischer, geb. Sauer, renoviert.

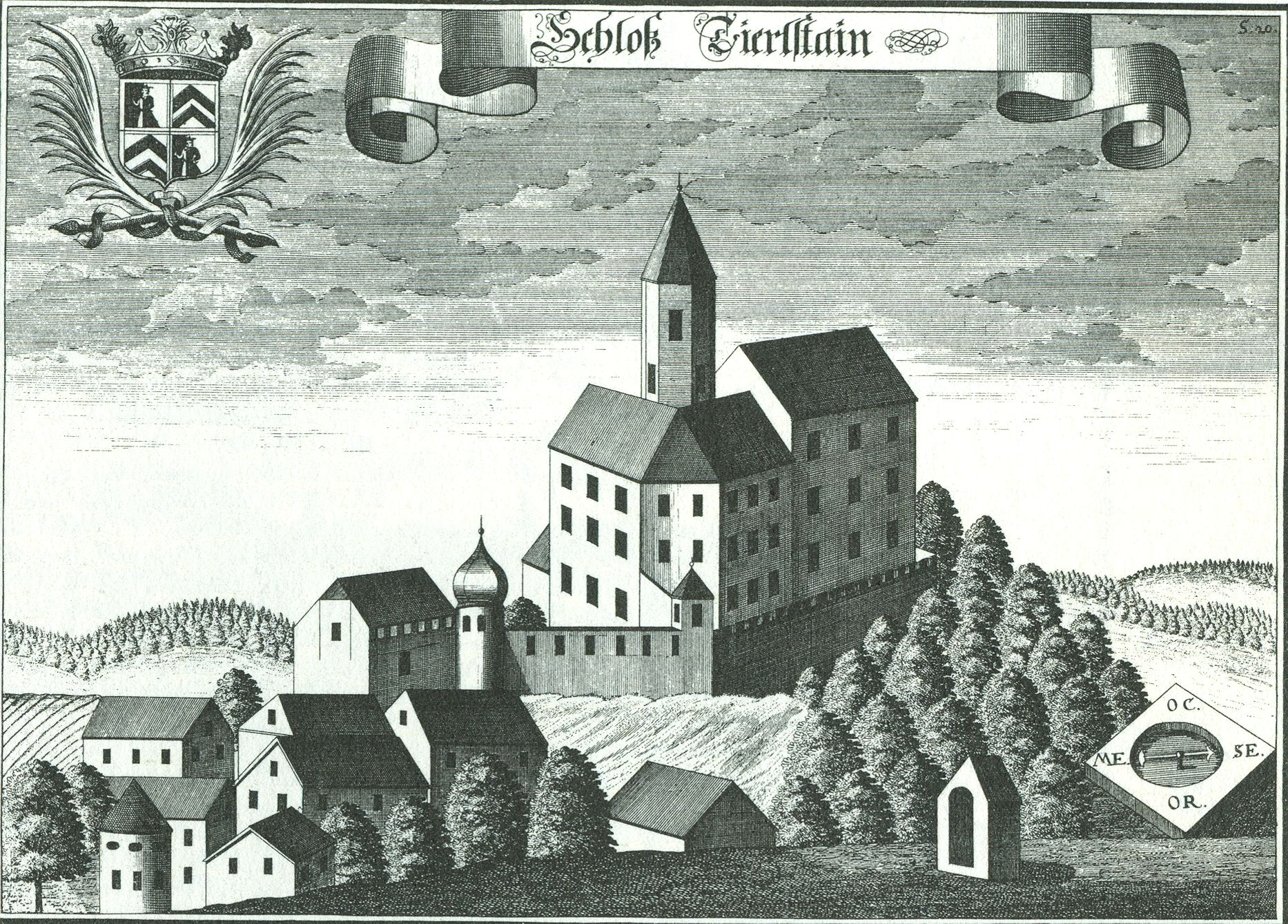
Schloss Thierlstein nach einem Stich von Michael Wening von 1721

## Schloss Thierlstein einst und jetzt
Zu Beginn der Entwicklung befand sich hier nur ein Bergfried, um den herum sich dann das Schloss entwickelte. Bergfried und anschließender Wohnbau wurden um 1360 unter dem Namen Lichtenstein erbaut; diese Bezeichnung Lichtenstein ist aber nur einmal 1367 bezeugt. Der Name bezieht sich auf die Tatsache, dass Thierlstein auf dem Pfahl, einem hellen Quarzfelsen, erbaut wurde. Die Anlage blieb von Kriegszerstörungen und Bränden weitgehend verschont, wobei Umbauten im 15. Jahrhundert auf die Beseitigung von Schäden einer möglichen Teilzerstörung durch die Hussiten hindeuten könnten.
Nach dem Stich von Michael Wening von 1721 ist Thierlstein eine dreigeschossige und aus mehreren Bauteilen bestehende Anlage. Ein Turm, es sollte wohl der Bergfried sein, überragt das Schloss um zwei Geschosse. Eine zinnenbewehrte Mauer mit einem Eckturm schließt das Schloss von seiner Umgebung ab.
Auch heute ist das Schlossgebäude eine zweiflügelige Anlage. Im Ostteil befindet sich ein dreigeschossiger Halbwalmdachbau mit dem runden Bergfried. Dieser hat sechs Meter Durchmesser, zwei Meter starke Wände und ist aus Bruchsteinen gemauert. Der Zugang liegt in zwölf Metern Höhe. Unter Arnold Ritter wird ab 1895 der Bergfried mit einem Zinnenkranz versehen und es werden weitere kleinere neugotische Umbauten vorgenommen. An diesen schließt ein dreigeschossiger Palas mit Altane und Zinnen an. Der Ostbau ist mittelalterlich, wurde aber um 1900 verändert. Der Nordteil ist ein dreigeschossiger Halbwalmdachbau mit gestuften Anbauten. Der Westbau stammt aus dem 18. Jahrhundert. Die mittelalterliche Schlossmauer aus Granitbruchstein besitzt einen doppelläufigen Treppenaufgang, Tore und einen Schalenturm. Das Parkgebäude ist ein Ständerbau mit Flachsatteldach und Stabwerkornament aus dem 19. Jahrhundert.
Das Schloss wurde 1988/89 durch die Familie von Schacky aufwendig saniert und gilt als Musterbeispiel erfolgreicher bayerischer Denkmalpflege. Heute wird es durch kulturelle Veranstaltungen (z. B. Weihnachtsmärkte) revitalisiert. Im Rahmen solcher Veranstaltungen sind auch geführte Schlossführungen in dem sonst privat genutzten Schloss möglich.